# Arriesgaré la piel
Arriesgaré la piel, también conocido en inglés como I Will Risk My Skin, es el vigésimo sexto álbum de estudio de la banda chilena Inti-Illimani, publicado originalmente en junio de 1996 y grabado el mismo año entre el 4 y el 14 de enero.
El álbum está fuertemente influenciado por la música folclórica chilena y sudamericana, así como por la música española y la afro-cubana. Al mes siguiente de su lanzamiento obtuve el Disco de Oro en Chile, y en diciembre del mismo año, el Disco de Platino.
El álbum posee dos versiones diferentes, con distintas carátulas y un ligero cambio en el orden de las canciones.

## Lista de canciones
| Arriesgaré la piel |                                   |                                 |          |  |
| N.º                | Título                            | Escritor(es)                    | Duración |  |
| 1.                 | «Medianoche»                      | Patricio Manns, Horacio Salinas | 4:15     |  |
| 2.                 | «María Canela» (instrumental)     | Horacio Salinas                 | 2:14     |  |
| 3.                 | «El hacha»                        | Patricio Manns, Horacio Salinas | 5:27     |  |
| 4.                 | «Entre nosotros»                  | Patricio Manns, Horacio Salinas | 3:43     |  |
| 5.                 | «¿Quién eres tú?»                 | Patricio Manns, Horacio Salinas | 3:24     |  |
| 6.                 | «Arriesgaré la piel»              | Patricio Manns, Horacio Salinas | 5:30     |  |
| 7.                 | «Kalimba» (instrumental)          | Horacio Salinas                 | 6:10     |  |
| 8.                 | «El negro bembón»                 | Bobby Capó                      | 4:02     |  |
| 9.                 | «Cumpleaños 80 de Nicanor»        | Roberto Parra, José Seves       | 1:57     |  |
| 10.                | «Caramba, yo soy dueño del Barón» | tradicional                     | 4:26     |  |
| 11.                | «Kulliacas»                       | Horacio Salinas                 | 3:11     |  |
| 12.                | «Canto de las estrellas»          | Moisés Chaparro, José Seves     | 4:52     |  |
| 51:50              |                                   |                                 |          |  |

En otra versión, «El negro bembón» corresponde a la canción número 10, en tanto que «Cumpleaños 80 de Nicanor» (en honor a Nicanor Parra) es la canción 8 y «Caramba, yo soy dueño del Barón» la canción 9.

## Créditos
Inti-Illimani
- Max Berrú: guitarra, percusión
- Jorge Coulón: guitarra, tiple colombiano, arpa, dulcémele
- Marcelo Coulón: quena, piccolo, flauta traversa, guitarrón mexicano
- Horacio Durán: charango, cuatro venezolano, violín, percusión
- Horacio Salinas: guitarra, cuatro venezolano, tiple colombiano, charango, percusión
- José Seves: guitarra, quena, sicu, guitarrón mexicano, congas, cajón peruano
- Efren Viera: saxo barítono, clarinete, percusión
- Pedro Villagra: saxófono, flauta traversa, piccolo, congas, sicu, mandolina, clarinete

Colaboración
- René Castro: diseño de cubierta e ilustraciones
- Mariela Fuentes y Juana Millar: coros
- Camilo Salinas: piano en «Kalimba»
- Gabriel Salinas: acordeón y piano en «Caramba, yo soy dueño del Barón»